# Václav Šmídl
Václav Šmídl (ur. 18 marca 1940 w Pradze) – czeski siatkarz, medalista igrzysk olimpijskich, mistrzostw świata i mistrzostw Europy.

## Życiorys
Šmídl był w składzie reprezentacji Czechosłowacji, która zdobyła srebrne medale podczas mistrzostw świata 1960 w Brazylii i 1962 w ZSRR.  Zajął 5. miejsce na mistrzostwach Europy 1963 w Rumunii. Wystąpił na igrzyskach olimpijskich 1964 w Tokio. Zagrał w sześciu z dziewięciu rozgrywanych meczów. Jego zespół z ośmioma zwycięstwami i jedną porażką zajął drugie miejsce w turnieju. Razem z  drużyną narodową triumfował jako gospodarz na mistrzostwach świata 1966 i zajął 2. miejsce na mistrzostwach Europy 1967 w Turcji. W reprezentacji grał w latach 1959-1967.
Šmídl w piłkę siatkową zaczął grać w 1955 w nowo powstałej drużynie Slavia VŠ Praha, z którą trzykrotnie zdobywał mistrzostwo Czechosłowacji w latach 1957-1959. Następnie był zawodnikiem klubu Dukla Kolín (od 1966 Dukla Igława), z którym triumfował w mistrzostwach kraju w 1960, 1961 i 1963.
W latach 1981–1984 pełnił funkcję asystenta Dušana Melíška, selekcjonera reprezentacji Czechosłowacji, z którym wywalczył 4. miejsce w mistrzostwach Europy 1981 w Bułgarii, 9. miejsce w mistrzostwach świata 1982 w Argentynie i 5. miejsce w mistrzostwach Europy 1983 w NRD. Pracował w Olympie Praga jako trener zespołu juniorów, z którymi 1995 i 1996 triumfował w mistrzostwach kraju oraz kadetek z którymi w 2001 zdobył mistrzostwo Czech.